# Монтара (Калифорнија)
Монтара (енгл. Montara) насељено је место без административног статуса у америчкој савезној држави Калифорнија.

## Демографија
По попису из 2010. године број становника је 2.909, што је 41 (-1,4%) становника мање него 2000. године.
| Група             | 2000.         | 2010.         |
| Белци             | 2.457 (83,3%) | 2.311 (79,4%) |
| Афроамериканци    | 30 (1,0%)     | 16 (0,6%)     |
| Азијати           | 108 (3,7%)    | 142 (4,9%)    |
| Хиспаноамериканци | 267 (9,1%)    | 324 (11,1%)   |
| Укупно            | 2.950         | 2.909         |